# 阿南塔普拉姆
阿南塔普拉姆（Ananthapuram），是印度泰米尔纳德邦Viluppuram县的一个城镇。总人口5869（2001年）。

## 人口
该地2001年总人口5869人，其中男性2938人，女性2931人；0—6岁人口656人，其中男359人，女297人；识字率60.93%，其中男性为72.87%，女性为48.96%。